# Вознесенський монастир (Смоленськ)
Вознесенський монастир — жіночий монастир в Смоленську (вул. Коненкова, буд. 9а).

## Історія монастиря
Монастир заснований у 1630-ті роки єзуїтами. У лютому 1665 року монастир був перетворений у жіночий православний монастир. Сюди були переведені черниці Оршанського Успенського монастиря з ігуменею Іраїдою Куракіной.
У 1693 році занепала дерев'яна церква Вознесіння на прохання ігумені Євпраксії була розібрана, після чого за указом Петра I розпочато будівництво кам'яної. Кам'яну Вознесенську церкву заклав московський зодчий Йосип Старцев, в 1693—1694 роках відбудовував московський зодчий Данило Калінін, в 1701—1704 роках закінчував Кіндрат Мимрін. Роботи під їх керівництвом проводили муляри з ярославських селян і смоленські стрільці. Кошти на будівництво церкви були виділені із скарбниці. Будівництво було ускладнене ушкодженнями, які в 1697 році завдав недобудованій церкві сильний ураган.
В церкві Вознесіння раніше був бароковий іконостас з коринфськими колонами, створений майстром Юрієм Беком; ікони для нього писав протопоп Успенського собору Ігнатій. Іконостас колишньої дерев'яної церкви було перенесено в нижню церкву; криласи для неї різала артіль столяра Марка Бородавкіна із села Красного.
В 1764—1765 роках за ініціативою ігумені Олімпіади Ридванськой до храму Вознесіння була прибудована бокова церква Катерини.
У 1830 році над монастирськими воротами за проектом губернського архітектора Альшевського була зведена церква Охтирської Божої Матері.
Аж до революції келії монастиря залишалися дерев'яними (не збереглися до нашого часу).
Після революції монастир був закритий і скасований. Дерев'яні келії знесені, частина монастирської території (простягалася на захід і північ від собору до нинішньої вулиці Войкова) була віддана під міську забудову. Довгий час у Вознесенській церкві розташовувався виставковий зал.
В даний час монастир відроджений.
6 жовтня 2010 року рішенням Священного Синоду на посаду настоятельки Спасо-Вознесенського жіночого монастиря з покладанням наперсного хреста за посадою призначена монахиня Єлизавета (Кісельова).

## Збережені будівлі

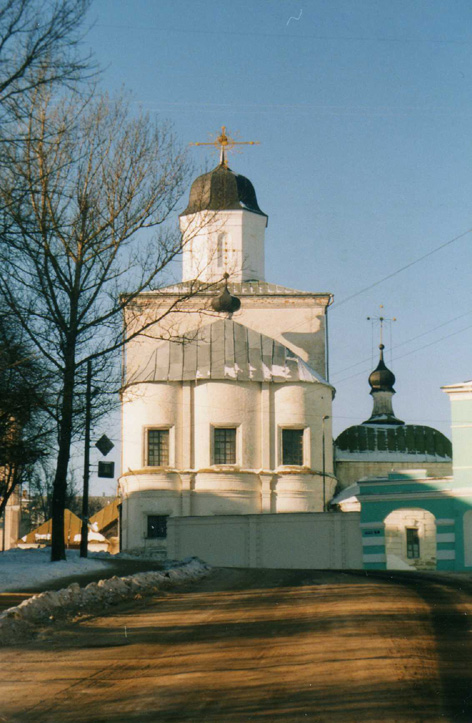
Вознесенська і Катерининська церкви

### Вознесенський собор
Собор Вознесенського монастиря побудований у 1693—1701 роках.
Церква тридільна — складається з четверика з трьома апсидами, рівної йому по ширині трапезної та дзвіниці. Четверик увінчаний восьмигранним барабаном з шлемовидним куполом. Аналогічне завершення дзвіниці, що складається з двох четверик і восьмерика дзвону. Годинник, який колись був на дзвіниці, не зберігся. Гладкі стіни прикрашені скромними профільованими лиштвами й восьмигранними вікнами (така форма вікон вперше з'явилася в російській архітектурі).
Будівля двоповерхова: на першому поверсі розташовується нижня церква Сергія Радонезького. На першому поверсі плоскі перекриття (первісні склепіння не збереглися), на другому — зімкнуті склепіння.

### Церква Катерини
Прибудована в 1764—1765 роках до храму Вознесіння. Виконана в стилі бароко. Одноглава.

### Церква Охтирської ікони Божої Матері
Зведена в 1830 році над брамою монастиря за проектом архітектора Альшевського.
Збудована в стилі пізнього класицизму. Невеликий прямокутний об'єм храму завершений масивним круглим барабаном з куполом. Фасади прикрашені пілястровими портиками в дусі тосканського ордера з фронтонами. По боках — вузькі ворота.